# Chloe Wilcox
Chloe Wilcox (20 de dezembro de 1986) é uma jogadora de polo aquático britânica.

## Carreira
Chloe Wilcox em Londres 2012 integrou a Seleção Britânica de Polo Aquático Feminino que ficou em 8º lugar.